# Forte Navan
O Forte Navan(em irlandês antigo:  Emain Macha, ˈeṽənʲ ˈṽaxə; em irlandês:  Eamhain Mhacha, ˈawnʲ ˈwaxə) é um antigo monumento cerimonial no condado de Armagh, na Irlanda do Norte. Segundo a tradição, era um dos grandes locais reais da Irlanda gaélica pré-cristã e a capital do Ulaidh. É um grande recinto circular no topo de uma colina - marcado por um banco e vala - dentro do qual há um monte circular e os restos de um carrinho de mão. O Forte Navan foi um importante centro religioso e um lugar de autoridade sacral e cultural primordial no final da pré-história.
Os arqueólogos descobriram evidências de extensa atividade no local, incluindo um vasto complexo de templos da Idade do Ferro e residências talvez ocupadas por esses monarcas durante o início da era medieval.